# Hadena aberrans
Hadena aberrans là một loài bướm đêm trong họ Noctuidae.